# L'Étreinte du serpent
Pour plus de détails, voir Fiche technique et Distribution.
L'Étreinte du serpent (El abrazo de la serpiente) est un film dramatique et d'aventure réalisé en coproduction colombienne, argentine et vénézuélienne par Ciro Guerra et sorti en 2015.
Présenté à la Quinzaine des réalisateurs au festival de Cannes 2015, il sort sur les écrans français le 23 décembre 2015.
Le film est sélectionné comme entrée colombienne pour l'Oscar du meilleur film en langue étrangère de la 88e cérémonie des Oscars, en février 2016.

## Synopsis
Karamakate, chaman amazonien et dernier survivant de sa tribu, rencontre à quarante ans d’intervalle deux explorateurs à la recherche de la yakruna, une plante légendaire qui pousse sur l'hévéa.
En 1909, Theodor Koch-Grünberg, atteint de malaria, recherche l'aide de Karamakate pour le soigner. Il n'y a que la yakruna qui puisse le guérir. Le chaman accepte à condition de retrouver les membres de sa tribu qui ont été exterminés par l'armée colombienne.
En 1940, Richard Evans Schultes veut retrouver la plante décrite par Theodor Koch-Grünberg qui peut guérir une maladie qui atteint les cultures d'hévéa, car en pleine guerre, la demande de caoutchouc de qualité est grande. Karamakate accepte de chercher la yakruna qui permettrait à l'ethnobotaniste d'apprendre à rêver. Le chaman espère que cette quête va le faire sortir de son état de chullachaqui.

## Fiche technique
- Titre original : El abrazo de la serpiente
- Titre français : L'Étreinte du serpent
- Réalisation : Ciro Guerra
- Scénario : Ciro Guerra et Jacques Toulemonde Vidal
- Pays de production : Colombie-Argentine-Venezuela
- Format : Noir et blanc[3] - 35 mm - 2,35:1
- Genre : drame, aventure
- Langue : cubeo, huitoto, wanano, ticuna, espagnol, portugais, allemand, catalan et latin[4]
- Durée : 125 minutes
- Dates de sortie :
  - France : 15 mai 2015 (Festival de Cannes 2015), 23 décembre 2015 (sortie nationale)
  - Colombie : 25 mai 2015

## Distribution
- Nilbio Torres : Karamakate jeune
- Jan Bijvoet : Theodor Koch-Grünberg
- Antonio Bolivar : Karamakate âgé
- Brionne Davis : Richard Evans Schultes
- Yauenkü Migue : Manduca
- Nicolás Cancino : Anizetto
- Luigi Sciamanna : le prêtre Gaspar

## Production

### Genèse et développement
Le film est basé sur les journaux de l'ethnologue et explorateur allemand Theodor Koch-Grünberg (1872-1924), et des ouvrages du naturaliste Carl Friedrich Philipp von Martius (1794-1868) et de l'ethnobotaniste américain Richard Evans Schultes (1915-2001).

### Tournage

#### Lieux de tournage
Sauf indication contraire, les informations mentionnées dans cette section peuvent être confirmées par la base de données cinématographiques IMDb,  présente dans la section « Liens externes ».
- Départements de Vaupés et de Guainía, en Colombie
- Cerros de Mavecure

## Accueil

### Accueil critique
En France, l'accueil critique est très positif : le site Allociné recense une moyenne des critiques presse de 4,1/5, et des critiques spectateurs à 4,2/5.

Pour Jean-Claude Raspiengeas, dans La Croix, 

« […] premier film de fiction colombien ayant pour personnage principal un Indien, L’Étreinte du serpent est aussi le premier film raconté du point de vue des autochtones. Il traduit une notion du temps que nous ne connaissons pas. »

Pour Didier Péron, dans Libération : 

« Les deux récits entrelacés correspondent à une même quête pour trouver de la yakruna, une plante rare qui agit sur les rêves, soignant le corps et l’esprit mais toujours selon une dualité remède-poison qui recoupe les sentiments mitigés quant à cette nature faussement vierge, entre paradis émeraude ou trou noir de l’enfer. »

## Prix
- 2015
  - 68e Festival de Cannes : Art Cinema Award (CICAE) de la Quinzaine des réalisateurs
  - Abricot d'or du meilleur film au festival international du film d'Erevan
  - Astor d'or du meilleur film au festival international du film de Mar del Plata
  - Special Jury Award au festival international du film d'Odessa 
  - Best Picture au festival de Lima
  - Special Jury Award au Pacific Meridian
  - Golden Starfish for Narrative Feature - Honorable Mention au festival international du film des Hamptons
  - Best Direction / Best Cinematography / Best Original Score / Best Sound aux prix Fénix
  - Golden Peacock Award for Best Film au festival international du film d'Inde
- 2016
  - Festival du film de Sundance : prix Alfred P. Sloan[7]
  - Prix Platino du meilleur film ibérique

### Presse / Articles
- Didier Péron, « El Abrazo de la Serpiente, Amazone interdite »,  Paris, Libération no 10572, 18 mai 2015  (ISSN 0335-1793)
- « Expérience esthétique et exigence éthique » sur theconversation.com, le 21 décembre 2015